# ザ・チャンピオンシップ・バイ・レクサス
ザ・チャンピオンシップ・バイ・レクサス（The Championship by LEXUS、通称：レクサス選手権）は、2008年から2010年までトヨタ自動車の高級車ブランド・レクサスの主催、日本ゴルフツアー機構（JGTO）公認の男子プロゴルフトーナメントで、茨城県坂東市の大利根カントリークラブ東コースで開催されていた。
大会が始まった2008年と2009年は11月第1週から第2週に開催されていたが、開催時期が世界ゴルフ選手権の一つであるHSBCチャンピオンズ（中国・上海で開催）と重なるため、2010年大会は開催時期を7月に変更した。
本大会の開催により、トヨタ自動車は毎年4月最終週から5月第1週に開催されている「中日クラウンズ」（愛知・名古屋GC和合）と併せ、2つの男子プロゴルフトーナメントを主催することになったが、主催するトヨタが見直すことになったことから2010年大会をもって終了した。
2010年実績、賞金総額1億5000万円、優勝賞金3000万円。

## 歴代優勝者
| 開催回 | 開催年 | 優勝者名 |
| ------ | ------ | -------- |
| 第1回  | 2008年 | S・K・ホ |
| 第2回  | 2009年 | 武藤俊憲 |
| 第3回  | 2010年 | 兼本貴司 |

## テレビ中継
テレビ中継は、地上波テレビ朝日系列・BS朝日・ゴルフネットワーク・スカイ・A sports+の4つのメディアを駆使して放送。日本のゴルフ中継としては初めて、1番から18番までの全ホール中継を目指すとしている。
テレビ朝日が国内男子ツアーの中継を単独で制作するのは「日本プロゴルフマッチプレー選手権」（2003年大会終了）以来となった。
テレビ朝日系列の放送での提供クレジットは前後ともに読み上げだが、前クレは全面・後クレは下面（「報道STATION」と同様）に表示している。